# 165 Loreley
165 Loreley eller 1948 QS är en asteroid upptäckt 9 augusti 1876 av astronomen Christian Heinrich Friedrich Peters i Clinton, New York. Asteroiden har fått sitt namn efter Lorelei inom tysk tradition.